# Mellanandmat
Mellanandmat (Spirodela punctata) är en kallaväxtart som först beskrevs av Georg Friedrich Wilhelm Meyer, och fick sitt nu gällande namn av Charles Henry Thompson. Mellanandmat ingår i släktet storandmatssläktet, och familjen kallaväxter. Inga underarter finns listade.